# Odorrana yentuensis
Odorrana yentuensis é uma espécie de anfíbio anuro da família Ranidae. Está presente no Vietname. A UICN classificou-a como em perigo de extinção.